# Rabeneck (Sankt Wolfgang)
Rabeneck ist ein Gemeindeteil von St. Wolfgang im oberbayerischen Landkreis Erding.

## Lage
Die Einöde Rabeneck liegt zwei Kilometer nordwestlich des Rathauses des Gemeindehauptorts Sankt Wolfgang.

## Bevölkerungsentwicklung
Um 1871 gab es in Rabeneck acht Einwohner. In der Nachkriegszeit des Zweiten Weltkriegs verdoppelte sich die Bevölkerungszahl auf 16 Einwohner. Im Mai 1987 lebten dort acht Einwohner in einem Wohngebäude.
| Jahr      | 1871 | 1924 | 1950 | 1970 | 1987 |
| Einwohner | 8    | 9    | 16   | 7    | 8    |